# Truffelpoliepzwammetje
Het truffelpoliepzwammetje (Melanospora zobelii) is een schimmel behorend tot de familie Ceratostomataceae. Deze coproniele saprotroof leeft op heide, heischraal, gras en stuifzand.

## Verspreiding
In Nederland komt het uiterst zeldzaam voor.